# Larry Zbyszko
Lawrence Whistler (ur. 5 grudnia 1951 w Chicago) – amerykański wrestler, komentator wrestlingu oraz pisarz, bardziej znany spod pseudonimu ringowego jako Larry Zbyszko. Ostatni posiadacz mistrzostwa AWA World Heavyweight Championship (1990). Członek galerii sław WWE Hall of Fame, wprowadzony do tej loży przez swojego trenera i późniejszego rywala – Bruno Sammartino w 2015.

## Kariera

### World Wide Wrestling Federation/World Wrestling Federation (1972–1981)
Treningi we wrestlingu rozpoczął pod okiem Bruno Sammartino po tym jak porzucił karierę w zapasach uczelnianych (ang. collegiate wrestling) na Penn State University. W zawodowym ringu zadebiutował w 1972, a od 1973 występował jako Larry Zbyszko, nadając sobie ten pseudonim ringowy na cześć polskiego zapaśnika z okresu międzywojennego Stanisława „Zbyszko” Cyganiewicza. W World Wide Wrestling Federation (WWWF) walczył w Pittsburghu i Vancouver spędzając tam trzy lata po czym w 1975 przeniósł się do Kalifornii. W 1976 walczył w Latin America Wrestling Alliance – promocji mającej siedzibę w Gwatemali. Jeszcze w tym samym roku powrócił do WWWF i utworzył tag team z Tonym Gareą – drużyna ta sięgnęła po mistrzostwo World Tag Team Championship w listopadzie 1978 i utrzymywała je do marca 1979. Następnie rywalizował z takimi wrestlerami jak: Bugsy McGraw, Abdullah the Butcher i Superstar Billy Graham.
Pod koniec lat 70. rozpoczął rywalizację ze swoim mentorem Bruno Sammartino wyzywając go na pojedynek, gdyż jak sądził tylko w taki sposób mógł wyjść z cienia swojego trenera (w kayfabe). Sammartino ostatecznie zgodził się na walkę po tym jak Zbyszko zagroził przejściem na emeryturę jeżeli nie zostanie przyznany mu mecz. Trener i uczeń zmierzyli się ze sobą w Allentown w dniu 22 stycznia 1980 roku. Początkowo w walce dominował Sammartino jednak po tym, jak ten wyrzucił Larry’ego z ringu, zirytowany Zbyszko chwycił drewniane krzesło i uderzył Sammartino, zostawiając go w kałuży krwi na środku kwadratowego pierścienia. Po tym jak odwrócił się od swojego byłego trenera i mentora, Zbyszko otrzymał propozycję menedżerowania go przez stajnię menedżerów w WWWF – Unholy Trio (Fred Blassie, The Grand Wizard i „Captain” Lou Albano) jednak zdecydował się występować bez żadnego menedżera. W 1980 Zbyszko nadal prowadził feud z Sammartino przyjmując dla siebie przydomek The New Living Legend (pol. Nowa żywa legenda), który był odniesieniem do Sammartino nazywanego przydomkiem The Living Legend (pl. Żywa legenda). W sierpniu 1980 Sammartino pokonał Larry’ego Zbyszko w steel cage matchu, kończąc rywalizację. Vince McMahon nazwał rywalizację Zbyszko z Sammartino „bez wątpienia najbardziej zajadłym feudem wszech czasów we wrestlingu”.

### Federacje niezależne (1981–1990)
W 1981 opuścił WWWF, a następnie trafił do Georgia Championship Wrestling będącej promocją podległą National Wrestling Alliance (NWA). Tam też prowadził rywalizację z Timem Woodsem i Paulem Orndorffem o mistrzostwo NWA National Heavyweight Championship. W dniu 20 marca 1983 Killer Tim Brooks pokonał Orndorffa o NWA National Heavyweight Championship po czym Zbyszko zaoferował Brooksowi 25 tys. dolarów za sprzedaż tytułu na co Brooks przystał sprzedając mistrzostwo (w kayfabe). Zbyszko utrzymywał tytuł do 30 kwietnia 1983 kiedy to prezes NWA, Bob Geigel odebrał mu mistrzostwo powołując się na sposób w jaki Zbyszko zdobył pas. Następnie NWA zwakowała mistrzostwo i utworzyła turniej o jego zdobycie. 6 maja 1983 Zbyszko pokonał w finale turnieju luchadora Mr. Wrestling II i ponownie sięgnął po tytuł. Utrzymywał go (z przerwami) do 25 września 1983 kiedy ostatecznie stracił pas na rzecz Bretta Wayne’a.
W marcu 1984 dołączył do American Wrestling Association (AWA) i tam został nagrodzony w styczniu 1985 nowym mistrzostwem AWA America’s Championship. Następnie prowadził kilkumiesięczny feud ze Sgt. Slaughterem zakończony 21 czerwca 1985 wygraną Slaughtera. Kolejno w 1986 prowadził rywalizację z Nickiem Bockwinkelem i jego sojusznikami Rayem Stevensem i pięściarzem Scottem LeDoux. Na początku maja 1987 Zbyszko pomógł Curtowi Hennigowi w pokonaniu Nicka Bockwinkela o AWA World Heavyweight Championship, atakując rolką dziesięciocentówek Bockwinkela i nokautując go. Zbyszko został zawieszony „dożywotnio” przez AWA w wyniku ataku na Bockwinkela podczas rewanżu Bockwinkela z Hennigiem w lipcu 1987.
W listopadzie 1987 dołączył do Jim Crockett Promotions (JCP) gdzie jego menedżerką została Baby Doll. Tam też rozpoczął rywalizację z Barrym Windhamem, która zakończyła się pokonaniem w styczniu 1988 Windhama i zdobyciem tytułu NWA Western States Heritage Championship. Następnie jego nowym menedżerem został Gary Hart, który ustawił go do tag teamu z Alem Perezem jednak bez sukcesów. W styczniu 1989 ponownie powrócił do AWA.
Po powrocie do AWA wziął udział w 18-osobowym battle royal matchu o zwakowane mistrzostwo AWA World Heavyweight Championship. Początkowo Zbyszko starał się unikać konfrontacji z innymi zawodnikami do czasu gdy w ringu zostało już tylko dwóch wrestlerów – on oraz Tom Zenk. Zbyszko stoczył wtedy zaciętą walkę z Tomem Zenkiem zakończoną wyrzuceniem Zenka przez górną linę i zdobyciem zwakowanego mistrzostwa. W lutym 1990 stracił tytuł na rzecz Mr. Saito, jednak odzyskał go na początku kwietnia 1990. W grudniu 1990 AWA zawakowała tytuł po tym jak Zbyszko odszedł z promocji. Kilka miesięcy później AWA została rozwiązana, a Zbyszko stał się ostatnim posiadaczem mistrzostwa AWA World Heavyweight Championship.

### World Championship Wrestling (1990–2000)
W grudniu 1990 powrócił do NWA. Latem 1991 został tag team partnerem Arna Andersona, tworząc drużynę The Enforcers. We wrześniu 1991 The Enforcers wzięli udział w walce finałowej turnieju o tytuł WCW World Tag Team Championship przeciwko teamowi Rick Steiner i Bill Kazmeier. Podczas pokazu podnoszenia ciężarów Enforcers zaatakowali Kazmeiera ciężarkiem doprowadzając go do kontuzji żebra przez co Steiner i Kazmeier osłabieni w walce przegrali starcie o ww. tytuł tag teamów na rzecz The Enforcers. W listopadzie 1991 stracili tytuły na rzecz Dustina Rhodesa i Ricky’ego Steamboata. Wtedy też nadał sobie przydomek Cruncher po tym jak doprowadził do poważnej kontuzji Barry’ego Windhama rozbijając rękę Windhama między drzwiami samochodu.
W grudniu 1991 The Enforcers dołączyli stajni heelów Dangerous Alliance prowadzonej przez Paula E. Dangerously, w skład której wchodzili już Rick Rude, „Stunning” Steve Austin, Bobby Eaton i Madusa. Stajnia ta prowadziła rywalizację z Rickym Steamboatem, Dustinem Rhodesem, Barrym Windhamem, Nikitą Koloffem, Stingiem i WCW World Heavyweight Championem Ronem Simmonsem. W maju 1992 został wyrzucony ze stajni Dangerous Alliance po tym jak przypadkowo na gali WrestleWar (1992) uderzył Eatona w rękę, stając się po raz pierwszy od 1980 roku face’em. Następnie rozpoczął pracę jako komentator w WCW. W marcu 1994 stał się gospodarzem programu WCW Pro obok Dusty’ego Rhodesa i Gordona Solie. Na początku maja 1994 pokonał Lorda Stevena Regala o tytuł WCW World Television Championship. Mistrzostwo telewizyjnie stracił w czerwcu 1994 na rzecz Regala.
W 1996 został wcielony do zespołu zajmującego się transmisją odcinków programu WCW Monday Nitro. W 1997 od czasu do czasu pojawiał się jako sędzia w ringu, prowadząc walki Scotta Halla i reszty stajni nWo. Następnie wrócił do ringu w walce z Erikiem Bischoffem o kontrolę nad programem WCW Monday Nitro z Bretem Hartem jako specjalnym sędzią. Hart zapewnił, że nWo nie będzie ingerowało w walkę i dzięki temu Zbyszko wygrał starcie odzyskując kontrolę nad programem Nitro dla federacji WCW. Kontynuował feud z Hallem i jego lokajem Louie Spicollim, którego kulminacją był mecz pomiędzy Zbyszkiem i Hallem na gali Souled Out (1998) w dniu 24 stycznia 1998. Zbyszko wygrał walkę przez dyskwalifikację po tym, jak Dusty Rhodes zdradził go dołączając do nWo.
Następnie ponownie powrócił do stołu komentatorskiego analizując walki w programie WCW Thunder. Na początku grudnia 1999 zmierzył się na WCW Monday Nitro z Curtem Hennigiem w walce, po której miał przejść na emeryturę, przegrywając starcie. Wrócił w styczniu 2000 roku jako członek stajni Old Age Outlaws (będącej nawiązaniem do tag teamu The New Age Outlaws w WWF) z Terrym Funkiem, Arnem Andersonem i Paulem Orndorffem, by prowadzić rywalizację z odrodzoną stajnią nWo, a następnie wrócił do komentowania w lutym, dopóki nie został zwolniony z kontraktu w promocji WCW pod koniec 2000 roku.

### Drugi powrót do federacji niezależnych i Total Nonstop Action Wrestling (2001–2006)
Po opuszczeniu World Championship Wrestling Zbyszko miał zastąpić Jerry’ego Lawlera jako komentator na tygodniowej gali WWF – Monday Night Raw na początku 2001 roku, po tym jak ten odszedł z WWF. Zbyszko udzielił wywiadu dla Live Audio Wrestling twierdząc, że chciał otrzymać tę pracę. Plotki te nigdy się nie spełniły, ponieważ Paul Heyman został komentatorem na Monday Night Raw do czasu powrotu Jerry’ego Lawlera jeszcze w 2001. W tym samym roku (2001) pojawił się w ringu walcząc dla Turnbuckle Championship Wrestling.
Pod koniec 2001 roku Zbyszko zażądał, aby World Wrestling Federation przestało nazywać Chrisa Jericho „Żywą legendą”, twierdząc że narusza to jego znak handlowy. Po tym, jak WWF odmówiła podporządkowania się temu roszczeniu, a prezes WWF Vince McMahon osobiście zwrócił się do Chrisa Jericho jako „Żywa Legenda” podczas transmisji telewizyjnej, Zbyszko wszczął pozew przeciwko WWF. Ponadto wyzwał McMahona na pojedynek w formule shoot wrestlingu podczas turnieju World Wrestling All-Stars w 2002 roku w systemie pay-per-view, jednak do walki nigdy nie doszło. W 2002 występował w USA Championship Wrestling, a w 2005 w nowo utworzonym evencie wrestlingowym o nazwie WrestleReunion.
W połowie stycznia 2003 zadebiutował w Total Nonstop Action Wrestling (TNA) gdzie uwikłał się w krótki feud z AJ Stylesem. Z promocji odszedł na początku lutego 2003, powracając do niej na jedną noc w sierpniu 2003. Na pełny etat powrócił do TNA dopiero w czerwcu 2004. Na początku marca 2005 dołączył do heelowej stajni prowadzonej przez Jeffa Jarretta o nazwie Planet Jarrett, jednak kilka tygodni później odszedł z grupy. W czerwcu 2005 zajął stanowisko Dyrektora Zarządu TNA (Director of Authority) zastępując Dusty’ego Rhodesa. Jako Dyrektor Zarządu, Zbyszko przez kilka miesięcy pozostawał neutralny jednak później uwikłał się w rywalizację z Ravenem. Na gali Victory Road (2006) w lipcu 2006 Raven pokonał Zbyszko w hair versus hair matchu. Następnie pod koniec października 2006 wystąpił na gali Bound for Glory (2006), gdzie walczył z Erikiem Youngiem w Loser Gets Fired matchu. Zbyszko przegrał to starcie i tym samym został zwolniony z promocji TNA.

### Trzeci powrót do federacji niezależnych i WWE (2007–2013)
W 2007 powrócił do Wrestling Superstars Live prowadzonego przez byłych działaczy w upadłej w 1991 American Wrestling Association – został nagrodzony tam tytułem AWA Superstars of Wrestling World Heavyweight Championship, po tym jak przekonał zarząd Wrestling Superstars Live na temat tego, że nigdy nie stracił tytułu AWA World Heavyweight Championship gdy federacja upadła w 1991. W 2008 walczył dla Mountaineer Wrestling Association na Florydzie. W marcu 2008 został wprowadzony do galerii sław XWF Hall of Fame przez Jacka Blaze’a podczas gali XWF March Madness 2008. XWF została później przemianowana na LPW (Legends Pro Wrestling) gdzie Zbyszko nadal figuruje w tamtejszej galerii sław za rok 2008.
W 2009 został zatrudniony na stanowisku dyrektora wykonawczego ds. mistrzostwa FIP w federacji Full Impact Pro (FIP). Jeszcze w tym samym roku (2009) występował w promocji Ring of Honor (ROH). W marcu 2010 pojawił się w kanadyjskiej WFX Wrestling – wkrótce po debiucie został mianowany tymczasowym komisarzem promocji oraz występował regularnie w ringu tej federacji. Od 2011 występował w I Believe in Wrestling (BELIEVE). W 2013 podpisał kontrakt legend z federacją WWE oraz pojawił się podczas WrestleMania Axxess promując to wydarzenie.

### Inne media
W 2008 wydał autobiograficzną książkę pt. Adventures In Larryland, w której opisał swoją drogę kariery we wrestlingu.
Pojawił się również jako postać w grach komputerowych: WWE 2K16 (jako postać DLC); WWE 2K17 (jako część tag teamu The Enforcers wraz z Arnem Andersonem) oraz w WWE 2K18 (jako osobny bohater).

### Tytuły i osiągnięcia
- American Wrestling Association

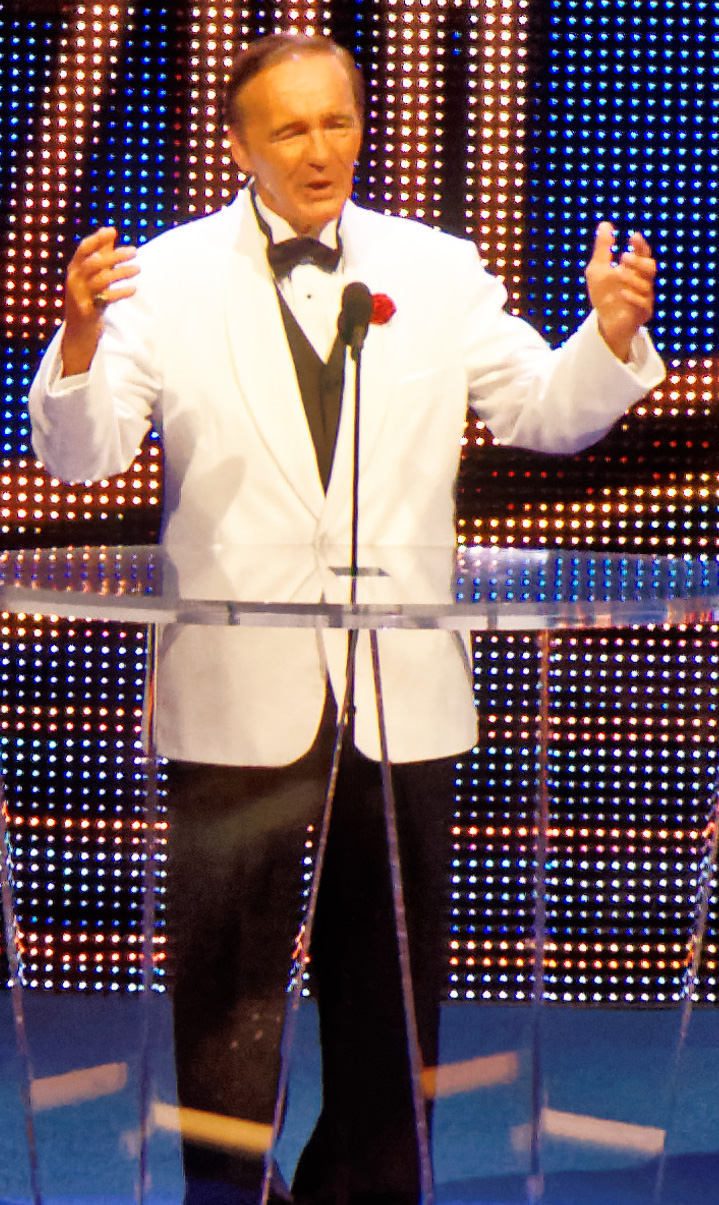
Zbyszko podczas wprowadzenia go do WWE Hall of Fame w 2015.

  - AWA America’s Heavyweight Championship (1 raz)
  - AWA World Heavyweight Championship (2 razy)
- AWA Superstars of Wrestling
  - AWA Superstars of Wrestling World Heavyweight Championship (1 raz)
  - AWA World Six-Man Tag Team Championship (1 raz) – z Chasynem Rance’em i Sethem Springerem
- Cauliflower Alley Club (wprowadzony w 1996)
- Georgia Championship Wrestling
  - NWA National Heavyweight Championship (2 razy)
- Jim Crockett Promotions / World Championship Wrestling
  - NWA Western States Heritage Championship (1 raz)
  - WCW World Tag Team Championship (1 raz) – z Arnem Andersonem
  - WCW World Television Championship (1 raz)
  - WCW World Tag Team Championship Tournament (1991) – z Arnem Andersonem
- Legends Pro Wrestling
  - XWF/LPW Hall of Fame (wprowadzony w 2008)
- NWA Hollywood Wrestling
  - NWA „Beat the Champ” Television Championship (1 raz)
- New England Pro Wrestling Hall of Fame (wprowadzony w 2010)
- Pro Wrestling Illustrated
  - Walka roku (1980) vs Bruno Sammartino w cage matchu na gali Showdown at Shea (1980).
  - Najbardziej znienawidzony zawodnik roku, najlepszy heel (1980)
  - Debiutant roku (1974)
  - Tag team roku (1991) z Arnem Andersonem
  - PWI sklasyfikowało go na 38. miejscu wśród 500 wrestlerów w rankingu PWI 500 w 1991 roku.
  - PWI sklasyfikowało go na 105. miejscu wśród 500 wrestlerów w rankingu PWI Years w 2003 roku.
- Southern Championship Wrestling
  - SCW Southern Tag Team Championship (1 raz) – z Mister Saint Laurentem
- USA Championship Wrestling
  - USA North American Heavyweight Championship (1 raz)
- World Wide Wrestling Federation/WWE
  - WWWF Tag Team Championship (1 raz) – z Tonym Gareą
  - WWE Hall of Fame (wprowadzony w 2015)
- Wrestling Observer Newsletter
  - Najlepszy heel (1980)
  - Najlepszy feud (1980) vs Bruno Sammartino
  - Największy progres (1980)

## Życie osobiste
W 1988 poślubił Kathleen Gagne – córkę wrestlera Verne’a Gagne, z którą ma syna Tima Zbyszko (również wrestlera). Ma również trzech innych synów: Michaela, Johna i Roberta.
Sporadycznie występował również jako trener wrestlingu w szkole Team Vision Dojo w Orlando na Florydzie.